# Szuti és Hór naphimnusza
Szuti (i. e. 14. század) és ikertestvére, Hór egyiptomi költők, „Ámon munkavezetői”, nevükhöz kapcsolódik a Szuti és Hór naphimnusza címen ismert epigrafikus emlék. Mindketten Ámon isten thébai templomainak építkezésénél dolgoztak III. Amenhotep uralkodása idején.
Ámon az Egyiptomi újbirodalom korában már egyértelműen a Nap istene, ilyen minőségében össze is olvadt Ré napistennel, és Ámon–Ré néven tisztelték. Szuti és Hór is a Napot magasztalták. A himnusz helyenként már a későbbi Aton-kultuszhoz hasonlóan fogja fel Ámont. Az isten világteremtő, önmagát hozta létre. Ő, a sólyom – amely a Hórusz-kultusz bizonyos beolvasztását mutatja – teremtette az embereket is. Fénye és melege élteti őket. A mű világképén már látható Ehnaton reformjának előzménye, az alkotók azonban még a hagyományos mitológiai képek segítségével akarják szemléletessé tenni annak a hatalmas istennek létét, akinek a napkorong csupán az egyik megjelenési formája. A himnuszt egy kőlapra vésték fel hieroglif írással, jelenleg a londoni British Museum tulajdona.
Az óegyiptomi világkép tekintetében is forrás, hiszen ezt mondja: „egy rövid nap alatt millió és százezernyi iteru utat futsz be”. Ez a fogalmazás a mérhetetlen távolságban lévő Napra utal.